# Olbothrepta
Olbothrepta é um gênero de traça pertencente à família Agonoxenidae.